# Luke Wins Ye Ladye Faire
Luke Wins Ye Ladye Faire é um curta-metragem norte-americano de 1917, do gênero comédia, estrelado por Harold Lloyd.

## Elenco
- Harold Lloyd - Lonesome Luke
- Bebe Daniels
- Snub Pollard
- Bud Jamison

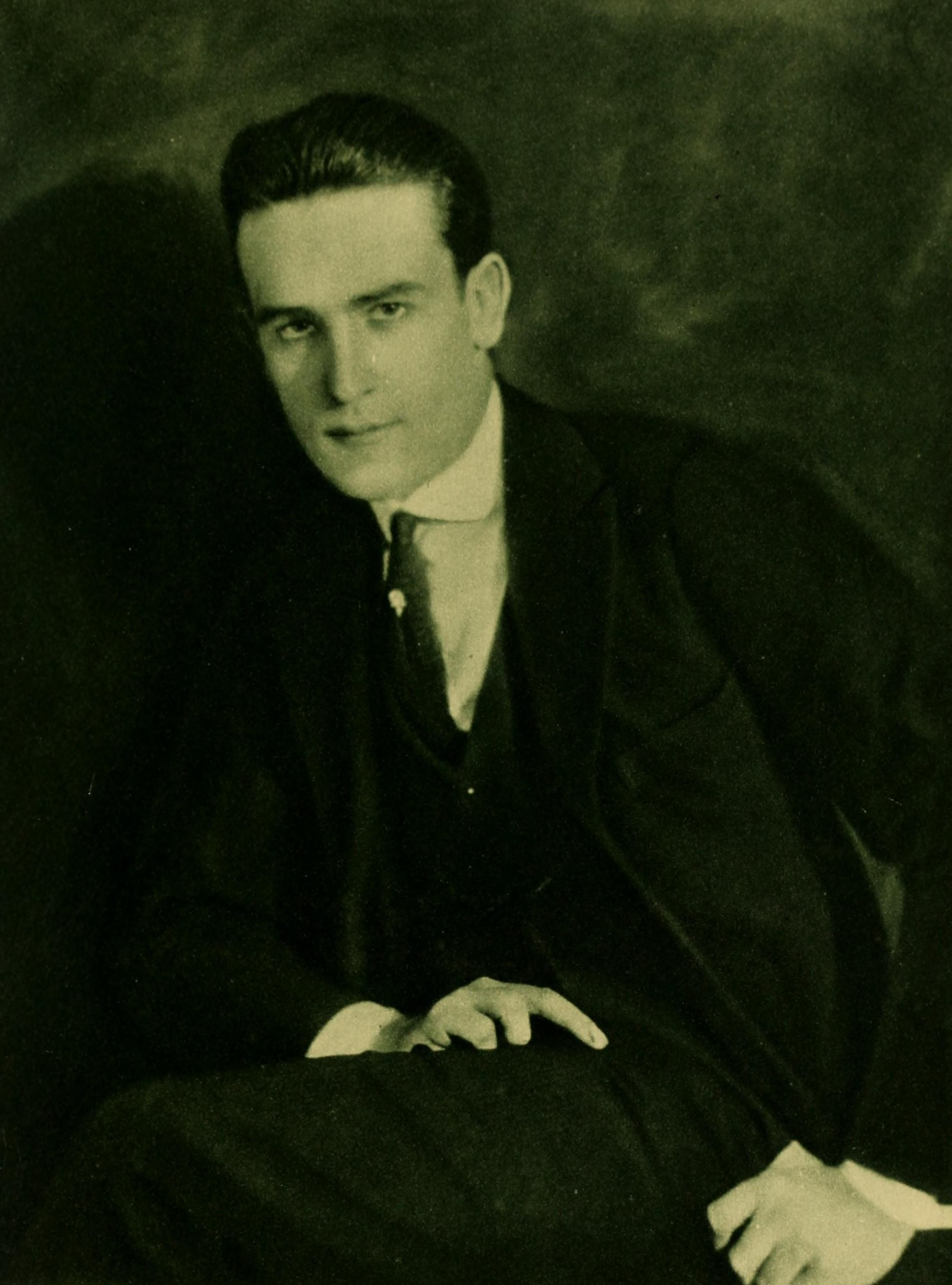
Harold Lloyd

- Charles Stevenson - (como Charles E. Stevenson)
- W.L. Adams
- Estelle Harrison
- Sidney De Gray
- Gus Leonard
- Lottie Case
- Dorothea Wolbert - (como Dorothy Wolbert)
- Maybelle Beringer
- Brownie Brownell
- Rose Eghers
- Alice Davenport - (como Mrs. Davenport)
- Clara Lucas
- George F. Marion
- H. Smith
- See also